# Dysschema zerbina
Dysschema zerbina är en fjärilsart som beskrevs av Stoll 1790. Dysschema zerbina ingår i släktet Dysschema och familjen björnspinnare. Inga underarter finns listade i Catalogue of Life.